# Charlotte Badger
Charlotte Badger, född 1778, död okänt år, var en brittisk pirat. Hon blev tillsammans med Catherine Hagerty den första europeiska kvinnan på Nya Zeeland 1806. 
Charlotte Badger deportrades år 1796 till Australien för sju års straffarbete efter att ha stulit några mynt och en sidennäsduk. När hon avtjänat sitt straff lämnade hon 1806 Australien på skeppet The Venus på väg till Tasmanien. På skeppet blev hon och dess andra kvinnliga passagerare, Catherine Hagerty, pryglade för nöjes skull av den sadistiske kaptenen. Badger och Hagerthy övertalade framgångsrikt besättningen att göra myteri när kaptenen gått i hamn. Skeppet ska därefter ha blivit ett piratskepp. 
Fortsättningen är oklar. Badger och Hagerty ska tillsammans med sina älskare, John Lancashire och Benjamin Kelly, 1808 ha tagit sig i land på Nya Zeeland, där de levde en tid under besvärliga förhållanden. Som sådana var Badger och Hagerthy såvitt känt de första europeiska kvinnorna på Nya Zeeland, som då ännu inte var en koloni. Maorierna ska ha anfallit piratskeppet, bränt det och dödat besättningen. Även John Lancashire och Benjamin Kelly ska ha dödats medan Hagerthy avled i feber. 
Vad som hände Charlotte Badger är obekräftat. En version säger att hon levde som hustru till en maorihövding, en annan att hon plockades upp av en passerande amerikansk valfångare.   